# 加州鋸尾鯊
加州鋸尾鯊（學名：Galeus piperatus），又稱加州蜥鯊，為軟骨魚綱真鯊目猫鲨科鋸尾鯊屬的一個種，史都華·施普林格(Stewart Springer)和瑪麗·瓦格納(Mary Wagner)在1966年的《洛杉磯縣博物館科學貢獻》雜誌上描述了加州鋸尾鯊，Piperatus源自拉丁語 Piper，意思是「胡椒」。分布於中太平洋東部加利福尼亞灣海域，深度275至1326公尺，本魚體修長，頭部略扁，鼻子相當長而尖，鼻孔前緣擴張成三角形皮瓣，眼睛呈水平橢圓形，並配有瞬膜，每隻眼睛下面都有一條細細的脊，後面有一個微小的氣孔，大嘴形成寬闊的拱形，嘴角有發達的皺紋，有五對鰓縫，第四對和第五對位於胸鰭基部上方，第一和第二背鰭分別起源於腹鰭的後部和臀鰭的中間。背鰭的形狀和大小相似，均具有鈍尖，胸鰭大而寬，角呈圓形。腹鰭和臀鰭相當小且低，有稜角，臀鰭基部約佔總長度的11-13%。第一背鰭具有圓形尖端，位於腹鰭的後部上方，第二背鰭的大小和形狀與第一背鰭相似，位於臀鰭的後部上方，胸鰭又大又寬，腹鰭非常獨特，又大又寬，邊緣均勻呈圓形，在成年雄魚中，腹鰭的內緣融合在一起，形成部分覆蓋扣環的「圍裙」，臀鰭大且有稜角；它的基部大約佔總長度的 12-13%，身體和尾巴呈暗色，覆蓋著細小的黑點，幼鯊也可能有一系列白色輪廓的深棕色鞍狀斑紋，尾鰭邊緣是白色的，嘴的內部通常是黑色，體長可達29公分，棲息在深海，屬肉食性，卵生，卵被包裹在一個橄欖綠色卵囊內，卵囊長約3.5公分，不具經濟價值，在商業拖網漁業偶然捕獲。